# Chichi-jima
Chichijima (父島 (Phụ đảo)), trước đây gọi là đảo Peel, là hòn đảo lớn nhất (24 km²) trong quần đảo Ogasawara. Chichi-jima nằm cách Iwo Jima 240 kilômét (150 mi) về phía bắc. Đảo này nằm trong biên giới của Ogasawara, phó tỉnh Ogasawara, Tokyo, Nhật Bản. Có chừng 2.000 người sống trên đảo.